# Franc Miklošič
Franc Xaver von Miklošič, född 20 november 1813 i Radomerščak nära Luttenberg in der Steiermark, död 7 mars 1891 i Wien, var en slovensk språkforskare.
Miklošič studerade filosofi och juridik vid universitetet i Graz, tog där filosofisk grad och var 1837-38 professor i filosofi. År 1840 promoverades han i Wien till juris doktor. Han började därefter ägna sig åt slaviska språkstudier. År 1844 fick han anställning vid kejserliga hovbiblioteket och valdes 1848 till deputerad i konstituerande riksdagen, men lämnade sitt mandat och utnämndes samma år till extra ordinarie professor i slavisk filologi vid universitetet i Wien och var 1850-86 ordinarie professor i samma ämne. Han inkallades 1861 i riksrådet och adlades 1864.
Miklošič var verksam som grammatiker, lexikograf, textutgivare, litteraturhistoriker och mytolog. Hans huvudarbeten är Vergleichende Grammatik der slavischen Sprachen (fyra band, 1852-74), vidare Vergleichende Lautlehre der slavischen Sprachen (1852; ny upplaga 1879), Vergleichende Stammbildungslehre der slavischen Sprachen (1875) och Vergleichende Syntax der slavischen Sprachen (1868-74; ny upplaga 1883). Dessutom författade Miklošič en stor mängd smärre grammatiska arbeten, till större delen publicerade i Wienakademiens "Denkschriften" och "Sitzungsberichte". Av allmännare intresse är hans skrift om Subjectlose Sätze (1883; egentligen ny upplaga av avhandlingen Die Verba impersonalia in den slavischen Sprachen). 
Bland hans lexikaliska arbeten märks hans första verk, Radices linguæ slovenicæ veteris dialecti (1845), liksom även hans sista Etymologisches Wörterbuch der slavischen Sprachen (1886). Mellan dem faller i tiden hans viktiga Lexicon linguæ slovenicæ veteris dialecti (1850; ny upplaga 1865). Till det lexikaliska området hör vidare dels Die slavischen Ortsnamen aus Appellativen (1872-74), Die slavischen Ortsnamen aus Personennamen och Die christliche Terminologie der slavischen Sprachen (1875), dels hans undersökningar om främmande lånord i slaviska språk och om slaviska lånord i ungerska (Die slavischen Elemente im magyarischen, 1871; andra upplagan 1884), rumänska, albanska och nygrekiska.
Miklošič utgav bland annat "Chrysostomi homilia in ramos psalmorum, slav., lat. et græce" (1845), "Vitæ sanctorum" (1847), "Monumenta linguæ palaeoslovenicæ e Codice suprasliensi" (1851), "Monumenta serbica spectantia historiam Serbiæ, Bosnæ, Ragusii" (1858), "Chronica Nestoris" (1860) samt en "Chrestomathia palaeoslovenica" (1854; ny upplaga 1860). Litteraturhistoriska och mytologiska ämnen behandlas i avhandlingarna Die Volksepik der Kroaten (1870), Über Goethe's Klaggesang von der edlen Frau des Asan-Aga (1883), Die Rusalien (1864) och Die Blutrache bei den Slaven (1887). 
Dels ensam, dels tillsammans med Joseph Fiedler utgav Miklošič 1851-58 två band av tidskriften "Slavische Bibliothek". I den historiskt och lingvistiskt viktiga fråga, som delade slavisterna i två läger, nämligen den om rätta benämningen på det språk, till vilket de första missionärerna översatte Bibeln, intog han samma ståndpunkt bland andra Vatroslav Jagić. Det var enligt dem fornsloveniska, de pannoniska slovenernas språk (av vilket fornbulgariska är en variant), samma språk, som i latinsk skrift återfinns i Freisingfragmenten. 
Miklošičs verksamhet inskränkte sig emellertid inte till de slaviska språken. Förutom de ovannämnda redogörelserna för åtskilliga språks lånord behandlade han rumänsk ljudlära, publicerade grekiska urkunder: "Vita S. dementis" (1847) och "Acta et diplomata græca medii ævi sacra et profana" (tillsammans med Joseph Müller, 1860-87 i fem band) samt lämnade en omfattande utredning av romanis ursprung och historia i en serie publikationer, Über die Mundarten und die Wanderungen der Zigeuner Europas (I-XII, 1872-80).